# Dubai Duty Free Tennis Championships 2011
Die Dubai Duty Free Tennis Championships 2011 waren ein Tennisturnier der WTA Tour 2011 für Damen und ein Tennisturnier der ATP World Tour 2011 für Herren in Dubai. Das Damenturnier der WTA fand vom 14. bis 20. Februar 2011 statt, das Herrenturnier der ATP vom 21. bis 26. Februar 2011.
Titelverteidiger im Einzel war Novak Đoković bei den Herren sowie Venus Williams bei den Damen. Während Đoković seinen Titel erfolgreich verteidigen konnte, nahm Williams nicht am Turnier teil. Im Herrendoppel waren die Titelverteidiger die Paarung Simon Aspelin und Paul Hanley, im Damendoppel die Paarung Nuria Llagostera Vives und María José Martínez Sánchez.

## Herrenturnier
→ Hauptartikel: Dubai Duty Free Tennis Championships 2011/Herren
→ Qualifikation: Dubai Duty Free Tennis Championships 2011/Herren/Qualifikation

## Damenturnier
→ Hauptartikel: Dubai Duty Free Tennis Championships 2011/Damen
→ Qualifikation: Dubai Duty Free Tennis Championships 2011/Damen/Qualifikation